# Automobil Industrie
Automobil Industrie versteht sich als „Fachmedienmarke“ im Spannungsfeld von Technik und Wirtschaft. Die Zielgruppe ist das kaufmännische und technische Top-Management in den Unternehmen. Dazu zählen Automobilhersteller, Zulieferer, Engineering-Dienstleister, IT-Dienstleister, Fabrikausrüster, Beratungen, Hochschulen, Institute und Verbände.

## Fachzeitschrift
Automobil Industrie erscheint ab dem Jahr 2021 nicht mehr monatlich, sondern in sieben Ausgaben bei der Vogel Communications Group GmbH & Co. KG in Würzburg. Die verbreitete Auflage beträgt 8.476 Exemplare. Im Fokus der Printausgaben stehen die Themen Fahrzeugtechnik, Produktion, Leichtbau und Entwicklung sowie Connectivity, Autonomes Fahren, Shared Mobility, E-Mobilität und Industrie 4.0. Hinzu kommen regelmäßig themenbezogene Sonderausgaben.
Die einzelnen Ausgaben sind über die Website auch als E-Paper verfügbar.

## Digital
Das Fachportal automobil-industrie.de informiert über Trends, Highlights und die Entwicklungen in der Automobilbranche.
Im Januar 2021 führte Vogel ein Abomodell für einige Inhalte der Website von Automobil Industrie ein. Ausgewählte Artikel und das digitale Heftarchiv sind seitdem kostenpflichtig. Als weiteres neues Geschäftsmodell wurde zum selben Zeitpunkt ein Online-Stellenmarkt im Umfeld der Automobilindustrie angeboten.

## Events
Automobil Industrie organisiert Netzwerk-Events wie den Automobil Industrie Leichtbau-Gipfel, den Smart Factory Day, den EDL-Circle, die Hamburger Karosseriebautage und das Format Expert Circle. Außerdem ist Automobil Industrie Partner der von der Carhs Training GmbH veranstalteten Safety Week.